# Ali Afif
Ali Hassan Afif Yahya (arabisch علي حسن عفيف, DMG ʿAlī Ḥasan ʿAfīf; * 20. Januar 1988 in Doha) ist ein katarisch-tansanischer Fußballspieler. Er wird in der Regel als Verteidiger eingesetzt und führte diese Rolle bei seinem aktuellen Klub al-Duhail auf der linken Seite aus.

## Karriere

### Verein
Er startete seine Karriere als Spieler in der Jugend von al-Sadd, wo er zuerst bis zur Saison 2003/04 in der Reserve spielte und danach in den Kader der ersten Mannschaft vorrückte. Er wurde mit diesem Team dann in der Saison 2011 Sieger der AFC Champions League. Im Februar 2012 wechselte er zu Lekhwiya, welche mittlerweile al-Duhail heißen. Hier gewann er mit dem Team nun in den folgenden Jahren fast immer die Meisterschaft. Bis einschließlich der Saison 2019/20 war er somit Teil von sechs Meistermannschaften. Zudem gewann er mit al-Duhail in diesen Jahren auch mehrfach den Emir of Qatar Cup.

### Nationalmannschaft
Sein erstes bekanntes Spiel in der katarischen Nationalmannschaft nach der U17 hatte er am 12. Juli 2007 bei einem 1:1 gegen Vietnam während der Gruppenphase der Asienmeisterschaft 2007. Hier wurde er in der 73. Minute für Adel Lamy Mohamed eingewechselt. Auch im letzten Gruppenspiel der Mannschaft kam er dann noch zum Einsatz, am Ende schied seine Mannschaft aber mit nur zwei Punkten als Tabellenletzter aus.
Danach folgten viele Einsätze bei Freundschaftsspielen als auch ein paar bei der Qualifikation für die Weltmeisterschaft 2010. Sein nächstes Turnier war danach erst der Golfpokal 2010, wo er in einer Partie Spielminuten bekam. Anfang 2011 sammelte er dann wieder zwei Einsätze bei Gruppenspielen der Asienmeisterschaft 2011, wo seine Mannschaft diesmal zumindest bis ins Viertelfinale kam. Danach kam er aber nun über Jahre gar nicht mehr zum Einsatz, so verpasste er auch die Asienmeisterschaft 2015 mit Katar, welche dort auch keinen einzigen Punkt sammeln konnten.
Erst ab 2016 kam er dann wieder in ein paar Freundschaftsspielen zum Einsatz. Auch bei der Asienmeisterschaft 2019 war er wieder Teil des Kaders. Auch wenn nur über eine Einwechslung einen kurzen Einsatz beim 6:0-Sieg über Nordkorea in der Gruppenphase bekam. So kann es sich trotzdem am Ende zur Mannschaft zählen, welche am Ende das Turnier als Sieger beendete. Im Sommer des Jahres war er auch Teil des Kaders beim Copa América 2019-Gastspiel seiner Mannschaft, dort bekam er jedoch keinen Einsatz. 
Sein letztes Spiel der Nationalmannschaft, in welchem er eingesetzt wurde, ist bis heute ein 6:0-Sieg über Afghanistan. Während der Qualifikation für die Weltmeisterschaft 2022, an der seine Mannschaft wertungsfrei teilnahm.

## Sonstiges
Er hat sechs Geschwister. Seine Mutter kommt aus dem Jemen und sein Vater Hassan aus Somalia, wurde jedoch in Tansania geboren. Letzterer war ebenfalls Fußballspieler und hatte in den 1970er Jahren mehrere Einsätze für die somalische Nationalmannschaft. Auf Klubebene spielte er zuletzt auch in Katar. Später wirkte dieser noch als Cheftrainer bei katarischen Klubs.
Sein jüngerer Bruder Akram ist ebenfalls Fußballspieler und mit Ali zusammen Teil der katarischen Nationalmannschaft.

## Erfolge
al-Duhail SC
- Katarischer Meister: 2022/23